# William Pailes
William Arthur Pailes (* 26. června 1952, Hackensack, New Jersey, USA) je americký voják, astronaut, 186. člověk ze Země ve vesmíru po letu v raketoplánu.

## Stručný životopis
Jeho život je zcela věnován službě v armádě. V roce 1974 ukončil úspěšně vzdělání na United States Air Force Academy v oboru informatika, kde získal titul bakaláře. V roce 1981 získal titul magistra v tomtéž oboru na Texas A&M University. Byl vojenským letcem na řadě základen v USA a Velké Británii. V roce 1982 byl zařazen do armádního výcvikového střediska budoucích astronautů, po třech letech absolvoval let raketoplánem a pak se vrátil k vojenské službě. Ze střediska kosmonautů USAF odešel v roce 1988. Používal přezdívku Bill.

## Let do vesmíru
Zúčastnil se mise ryze vojenské, špionážní a také velice utajované, s označením NASA STS-51-J, podle evidence COSPAR 1985-092A. V posádce byli samí vojáci-důstojníci: plukovník Karol Bobko, podplukovník Ronald Grabe, major David Hilmers, plukovník Robert Stewart a major William Pailes od kosmické divize USAF. Během letu, který startoval na kosmodromu Canaveral na Floridě 3. října 1985 vypustili dvě vojenské družice typu DSCS-3 s desetiletou životností a po čtyřech dnech se vrátili v pořádku na kosmodrom základny Edwards v Kalifornii. Během letu raketoplán dosáhl výškového rekordu 515 km nad Zemí.
- STS-51-J Atlantis, start 3. října 1985, přistání 7. října 1985.